# Cleistanthus semiopacus
Cleistanthus semiopacus là một loài thực vật có hoa trong họ Diệp hạ châu. Loài này được F.Muell. ex Benth. mô tả khoa học đầu tiên năm 1873.